# المياه الأحفورية
المياه الأحفورية (بالإنجليزية: Fossil water)‏ هي مجسم قديم من المياه تم احتواؤه في بعض المناطق الفارغة في ظروف تكون المياه ساكنة غير متحركة، مثل المياه الجوفية عادة في طبقة المياه الجوفية التي تبقى لآلاف السنين. الأنواع الأخرى من المياه الأحفورية يمكن أن تتكون في البحيرات تحت الجليدية، مثل بحيرة فوستوك في أنتاركتيكا، وحتى المياه القديمة على الكواكب.